# Renato Marangoni
Renato Marangoni (* 25. května 1958 Crespano del Grappa) je italský římskokatolický duchovní a biskup Belluno-Feltre.

## Život
Narodil se 25. května 1958 v Crespano del Grappa.
Vstoupil do kněžského semináře v Padově. Po teologickém studiu byl 4. června 1983 arcibiskupem Filippem Franceschim vysvěcen na kněze a inkardinován do padovské diecéze. Na Papežské univerzitě Gregoriana získal doktorát z teologie. Stal se farním vikářem v Carmine. Od roku 1993 byl asistentem nižšího semináře v Tencarola di Salvazzano. Zastával další pastorační služby ve farnostech.
Roku 2000 byl jmenován sekretářem komise pro formaci kléru. Následující rok biskupským delegátem pro pastoraci rodin a předsedou komise pro rodinu. V letech 2003–2008 zastával funkci moderátora kněžské rady. Poté byl jmenován biskupským vikářem pro apoštolát laiků a čestným kanovníkem kapituly. Před jmenováním biskupem zastával úřad biskupského vikáře pro pastoraci.
Dne 10. února 2016 jej papež František jmenoval biskupem Belluno-Feltre. Biskupské svěcení přijal 10. dubna z rukou biskupa Claudia Cipolly a spolusvětiteli byli patriarcha Francesco Moraglia, biskup Antonio Mattiazzo a biskup Giuseppe Andrich.